# 加藤久典
加藤 久典（かとう ひさのり、1994年4月7日 - ）は、日本の元男子バレーボール選手である。

## 来歴
愛知県安城市出身。12歳のときに兄の影響を受けてバレーボールを始める。
早稲田実業高等学校、早稲田大学を経て、2016年、サントリーサンバーズの内定選手となる。
2017年、大学を卒業後サントリーサンバーズに入団。入団1シーズン目の2017-18シーズンにV・プレミアリーグに出場し、Vリーグデビューを果たす。
2022年、2021-22シーズンV1終了をもって現役引退。引退後、チームマネージャーに就任した。

## 所属チーム
- 早稲田実業高等学校（2010-2013年）
- 早稲田大学（2013-2017年）
- サントリーサンバーズ（2017-2022年）